# Estelline (Dacota do Sul)
Estelline é uma cidade localizada no estado norte-americano de Dacota do Sul, no Condado de Hamlin.

## Demografia
Segundo o censo norte-americano de 2000, a sua população era de 675 habitantes.
Em 2006, foi estimada uma população de 669, um decréscimo de 6 (-0.9%).

## Geografia
De acordo com o United States Census Bureau tem uma área de
2,5 km², dos quais 2,5 km² cobertos por terra e 0,0 km² cobertos por água. Estelline localiza-se a aproximadamente 504 m acima do nível do mar.

## Localidades na vizinhança
O diagrama seguinte representa as localidades num raio de 28 km ao redor de Estelline.